# Llanfyllin
Llanfyllin is een plaats in het Welshe graafschap Powys.
Llanfyllin telt 1407 inwoners.